# Pyrjatyn
Pyrjatyn (ukrainisch Пирятин; russisch Пирятин Pirjatin, polnisch Piratyn) ist eine Stadt in der zentralukrainischen Oblast Poltawa am rechten Ufer des Flusses Udaj. Sie war bis Juli 2020 der Verwaltungssitz des gleichnamigen Rajons Pyrjatyn. Der Ort ist nach dem Kiewer Bojar Pyrohost (in Kurzform: Pyrjata) benannt.

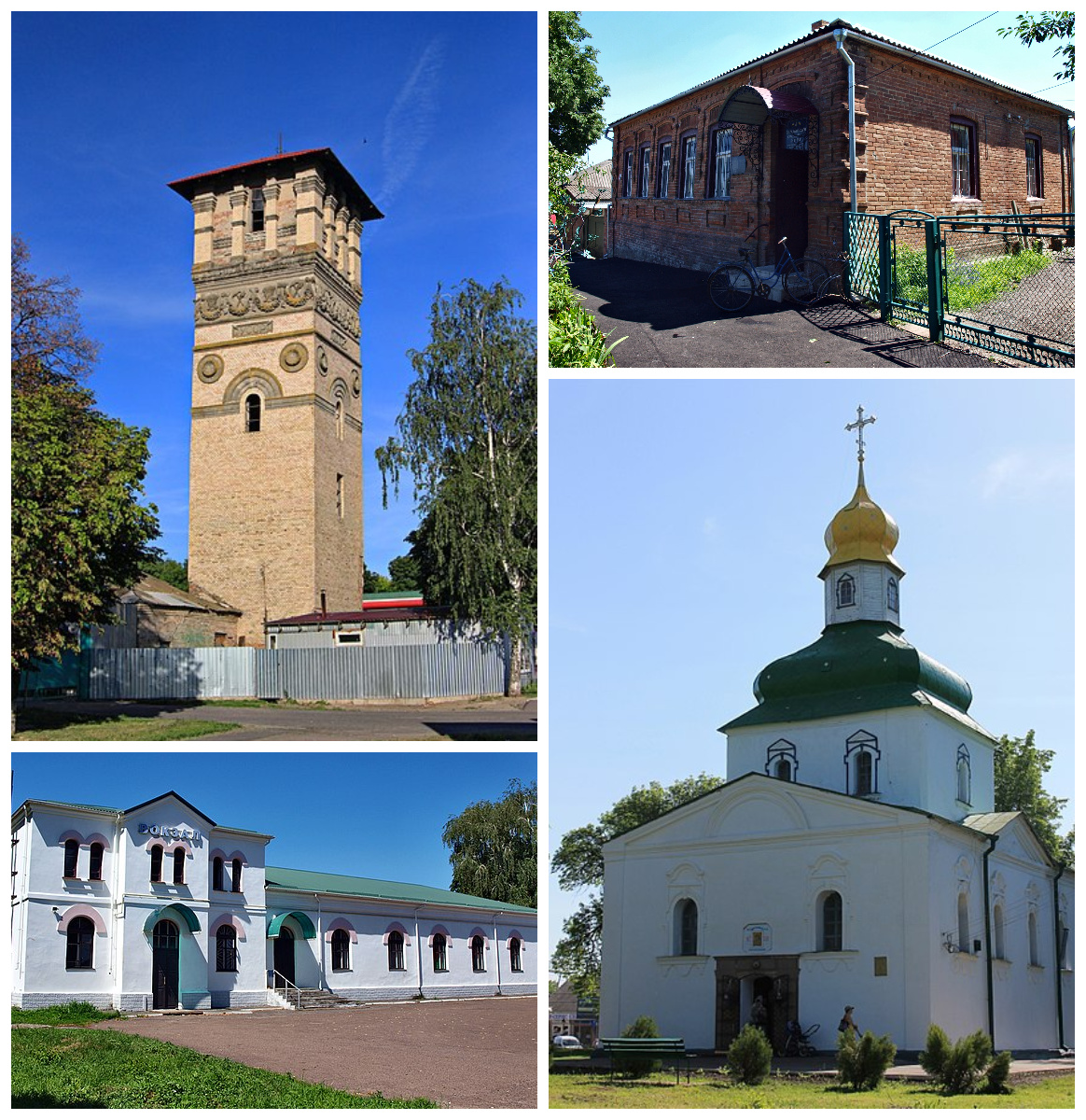
Ortsansichten

## Geschichte
Der Ort wird das erste Mal zu Zeiten der Kiewer Rus im Jahre 1155 erwähnt. 1592 erhielt Pyrjatyn von dem polnischen König Sigismund III. Vasa das Magdeburger Stadtrecht und ein Wappen. 1638 wohnten in der Stadt, welche über 38 Mühlräder verfügte, 1.749 Einwohner. Bis zur Unabhängigkeitserklärung der Kosaken 1648 gehörte es zu Polen-Litauen, wobei bereits ab 1630 Juden in der Stadt siedelten. Im Zuge der Eingliederung der Kosaken in das Russische Reich wurde auch Pyrjatyn russisch. 1781 erhielt sie von der russischen Zarin Katharina der Großen erneut Stadtrecht und Wappen.
1897 lebten in dem Ort 8.500 Einwohner. Die größten ethnischen Bevölkerungsgruppen stellten damals Ukrainer (55,62 %) und Juden (39,8 %), die Russen hatten einen Anteil von 3,57 %. In der ersten Hälfte 20. Jh. stieg die Bevölkerung trotz des Russischen Bürgerkriegs und der Hungersnot an, so dass 1939 bereits 13.800 Einwohner in der Stadt lebten. Im Zweiten Weltkrieg war die Stadt von den Deutschen besetzt, was insbesondere für die Juden fatale Konsequenzen hatte. Von denjenigen, welche nicht vor den Deutschen geflohen waren, überlebte fast niemand diese Zeit. Nach dem Krieg wuchs die Stadt weiter und hatte 1989 18.119 Einwohner. Im Zuge der Transitionskrise ist die Bevölkerung aber seitdem um mehr als 10 % zurückgegangen.

## Wirtschaft und Verkehr
Der industrielle Schwerpunkt der Stadt liegt auf der Holzverarbeitung, der Nahrungsmittel- und der Baumaterialproduktion. Pyrjatin liegt an der Europastraße 40 zwischen Kiew und Poltawa. Daneben verfügt der Ort über einen Bahnhof an der Eisenbahnstrecke Tscherkassy-Hrebinka-Pryluky.

## Verwaltungsgliederung
Am 15. März 2015 wurde die Stadt zum Zentrum der neugegründeten Stadtgemeinde Pyrjatyn (Пирятинська міська громада/Pyrjatynska miska hromada). Zu dieser zählten auch die 9 Dörfer Holoborodka, Jiwschenky, Kalyniw Mist, Mohyliwschtschyna, Oleksandriwka, Riwne, Samostyschtsche, Saritschtschja und Werchojariwka in der untenstehenden Tabelle aufgelisteten Dörfer, bis dahin bildete sie zusammen mit den Dörfern Holoborodka, Jiwschenky, Kalyniw Mist, Samostyschtsche, Saritschtschja und Werchojariwka die gleichnamige Stadtratsgemeinde Pyrjatyn (Пирятинська міська рада/Pyrjatynska miska rada) im Süden des Rajons Pyrjatyn.
Am 12. Juni 2020 kamen noch weitere 36 in der untenstehenden Tabelle aufgelistete Dörfer zum Gemeindegebiet.
Am 17. Juli 2020 kam es im Zuge einer großen Rajonsreform zum Anschluss des Rajonsgebietes an den Rajon Lubny.
Folgende Orte sind neben dem Hauptort Pyrjatyn Teil der Gemeinde:
| Name                               | Name                       | Name                                                  |
| ukrainisch transkribiert           | ukrainisch                 | russisch                                              |
| ---------------------------------- | -------------------------- | ----------------------------------------------------- |
| Archemiwka                         | Архемівка                  | Архемовка (Archemowka)                                |
| Beresowa Rudka                     | Березова Рудка             | Берёзовая Рудка (Berjosowaja Rudka)                   |
| Bilozerkiwzi                       | Білоцерківці               | Белоцерковцы (Belozerkowzy)                           |
| Charkiwzi                          | Харківці                   | Харьковцы (Charkowzy)                                 |
| Dawydiwka                          | Давидівка                  | Давыдовка (Dawydowka)                                 |
| Dejmaniwka                         | Дейманівка                 | Деймановка (Deimanowka)                               |
| Hrabariwka                         | Грабарівка                 | Грабаровка (Grabarowka)                               |
| Hurbynzi                           | Гурбинці                   | Гурбинцы (Gurbinzy)                                   |
| Jazyny                             | Яцини                      | Яцины (Jaziny)                                        |
| Jiwschenky                         | Ївженки                    | Ивженки (Iwschenki)                                   |
| Kalyniw Mist                       | Калинів Міст               | Калинов Мост (Kalinow Most)                           |
| Kaplynzi                           | Каплинці                   | Каплинцы (Kaplinzy)                                   |
| Kejbaliwka                         | Кейбалівка                 | Кейбаловка (Keibalowka)                               |
| Krjatschkiwka                      | Крячківка                  | Крячковка (Krjatschowka)                              |
| Kroty                              | Кроти                      | Кроты                                                 |
| Kurinka                            | Курінька                   | Куренька (Kurenka)                                    |
| Leljaky                            | Леляки                     | Леляки (Leljaki)                                      |
| Mala Krutscha                      | Мала Круча                 | Малая Круча (Malaja Krutscha)                         |
| Maljutynzi                         | Малютинці                  | Малютинцы (Maljutinzy)                                |
| Marjinske                          | Мар’їнське                 | Марьинское (Marjinskoje)                              |
| Metschenky                         | Меченки                    | Меченки (Metschenki)                                  |
| Mohyliwschtschyna                  | Могилівщина                | Могилевщина (Mogilewschtschina)                       |
| Netratiwka                         | Нетратівка                 | Нетратовка (Netratowka)                               |
| Nowi Martynowytschi                | Нові Мартиновичі           | Новые Мартыновичи (Nowyje Martynowitschi)             |
| Nowoseliwka (bis 2021 Holoborodka) | Новоселівка (Голобородька) | Новосёловка (Nowosjolowka)/Голобородько (Goloborodko) |
| Oleksandriwka                      | Олександрівка              | Александровка (Aleksandrowka)                         |
| Perschotrawnewe                    | Першотравневе              | Першотравневое (Perschotrawnewoje)                    |
| Powstyn                            | Повстин                    | Повстин (Powstin)                                     |
| Prychidky                          | Прихідьки                  | Приходьки (Prichodki)                                 |
| Riwne                              | Рівне                      | Ровное (Rownoje)                                      |
| Samostyschtsche                    | Замостище                  | Замостище (Samostischtsche)                           |
| Saritschtschja                     | Заріччя                    | Заречье (Saretschje)                                  |
| Sassyniwka                         | Сасинівка                  | Сасиновка (Sassinowka)                                |
| Schkuraty                          | Шкурати                    | Шкураты                                               |
| Skybynzi                           | Скибинці                   | Скибинцы (Skibinzy)                                   |
| Smotryky                           | Смотрики                   | Смотрики (Smotriki)                                   |
| Tepliwka                           | Теплівка                   | Тепловка (Teplowka)                                   |
| Tscherwone                         | Червоне                    | Червоное (Tscherwonoje)                               |
| Ussiwka                            | Усівка                     | Усовка (Ussowka)                                      |
| Welyka Krutscha                    | Велика Круча               | Великая Круча (Welikaja Krutscha)                     |
| Werchojariwka                      | Верхоярівка                | Верхояровка (Werchojarowka)                           |
| Wetschirky                         | Вечірки                    | Вечорки (Wetschorki)                                  |
| Wiktorija                          | Вікторія                   | Виктория                                              |
| Wyschnewe                          | Вишневе                    | Вишневое (Wischnewoje)                                |
| Wyssoke                            | Високе                     | Высокое (Wyssokoje)                                   |

## Persönlichkeiten
- Wassili Iwanowitsch Grigorowitsch (1786–1865), russisch-ukrainischer Kunstkritiker und Kunsthistoriker sowie Bekannter von Taras Schewtschenko
- Apollon Nikolajewitsch Mokrizki (1810–1870), russisch-ukrainischer Maler
- Igor Youskevitch (1912–1994), sowjetisch-amerikanischer Balletttänzer
- Olha Herassymjuk (* 1958), Journalistin, Fernsehmoderatorin und Politikerin